# Dangkao
Dangkao es uno de los doce distritos que forman la provincia camboyana de Nom Pen, con una población estimada en marzo de 2008 de 193 227 habitantes. Está dividido en las siguientes  comunas (khum), que se muestran asimismo con población estimada de 2008:
- Chaom Chau 62,652
- Cheung Aek 7,194
- Dangkao 16,302
- Kakab 35,149
- Kouk Roka 10,833
- Krang Pongro 3,018
- Krang Thnong 4,957
- Phleung Chheh Roteh 5,284
- Pong Tuek 7,899
- Prateah Lang 4,557
- Prey Sa 8,439
- Prey Veaeng 5,455
- Sak Sampov 2,588
- Samraong Kraom 6,193
- Trapeang Krasang 12,707[1]